# Береговая охрана

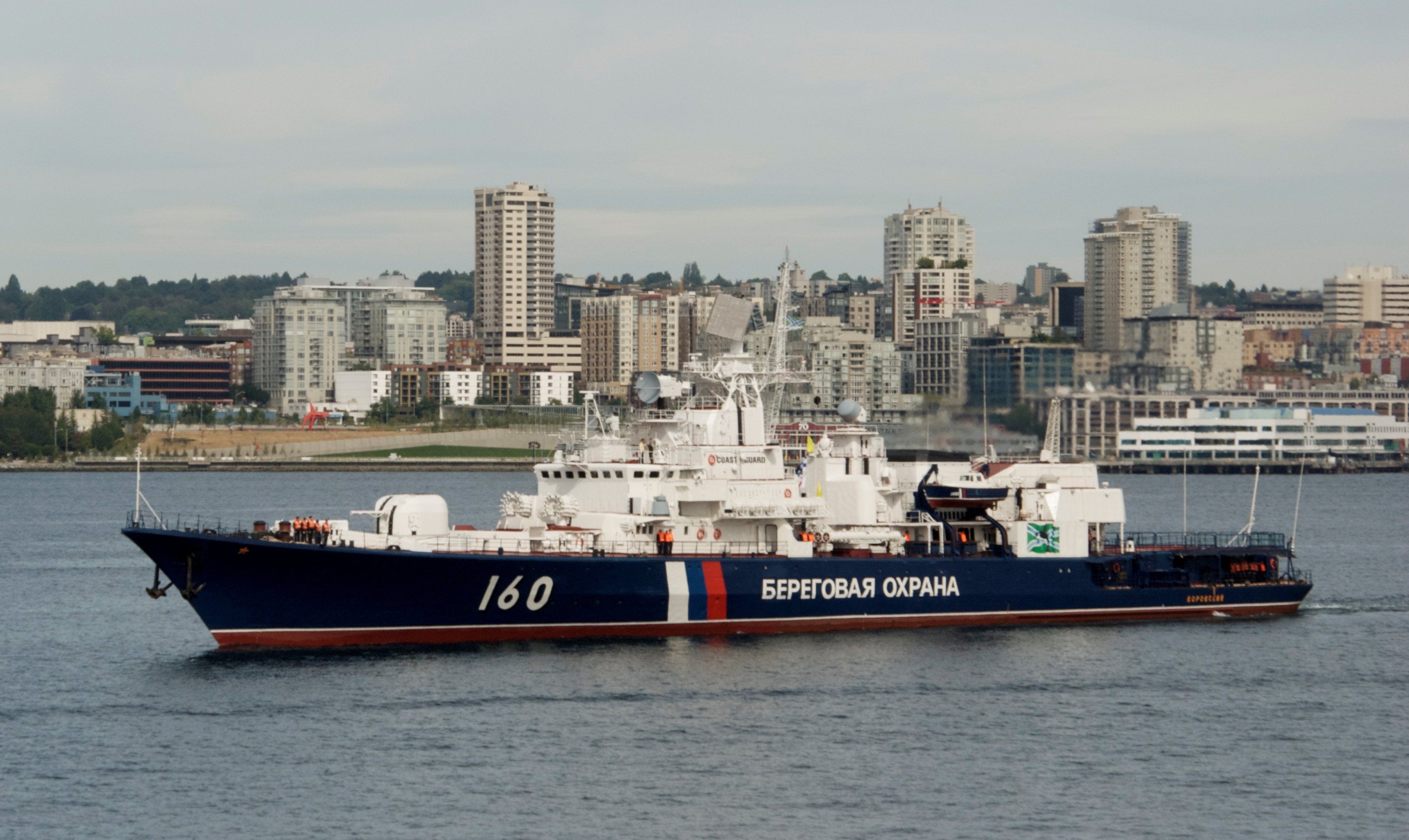
Пограничный сторожевой корабль Береговой охраны ФСБ России «Воровский» (проекта 11351) на, Сиэтл (26 августа 2009 года).

Берегова́я охра́на — специализированные военизированные службы ряда государств, предназначенные для контроля за соблюдением правового режима территориальных и внутренних вод, морской экономической зоны и континентального шельфа, находящегося под юрисдикцией государства, обеспечения безопасности плавания в территориальных водах, оказания помощи судам и летательным аппаратам, терпящим бедствие, разведки погоды, охраны рыболовства, а также борьбы с контрабандой.
Для выполнения задач они используют сторожевые корабли, ледоколы, буксиры, патрульные катера, самолёты и вертолёты.
В некоторых государствах береговая охрана в военное время является резервом ВМФ (например Береговая охрана США).
В военное время БОХР привлекается для борьбы с подводными лодками, прикрытия прибрежных коммуникаций и побережья, обороны акваторий баз, портов и якорных стоянок, проведения поисково-спасательных операций.

## В России
Береговая охрана Пограничной службы ФСБ России — органы Пограничной службы Федеральной службы безопасности Российской Федерации. Целью формирования этих органов является создание современной комплексной и многофункциональной системы защиты национальных интересов России на приграничной территории (морское побережье), во внутренних морских водах и в территориальных морях, в исключительной экономической зоне и на континентальном шельфе России, обеспечивающей благоприятные условия для осуществления законной экономической, промысловой и иной деятельности в морском пограничном пространстве России.
Органы морской охраны Пограничной службы имеют в своём составе пограничные сторожевые корабли и катера, предназначенные для несения службы на морях, реках и озёрах, пограничные корабли и катера снабжения, патрульные суда и катера различных классов и проектов. Основными из них являются:
- Корабли проектов: 10410, 1248, 745П, 22460, 12412, 12130, 97П, 11351.
- Катера проектов: 12150, 1496, 12200, П-376, П-1415, 1400, 18623.
- Патрульные суда и катера проектов: 502, 503, 13031, 850285, 810.
- Корабли и катера снабжения проектов: 1595, 16900A, 16931, 1481.

## Формирования
Такие формирование существуют и в других государствах:
- Береговая охрана Азербайджана
- Береговая охрана (Аргентина)
- Береговая охрана Канады
- Береговая охрана Пакистана
- Береговая охрана США
- Береговая охрана Эстонии
- Береговая охрана Японии
- и другие.

## В культуре
- Сериал «Береговая охрана» (2013) и «Береговая охрана-2» (2015) (Россия)
- Фильм «Спасатель» (2006) (США)